# 奇拉祖盧縣
15°42′S 35°10′E / 15.700°S 35.167°E
奇拉祖盧縣（Chiradzulu District）是馬拉維南部的一個縣，屬於南部區的一部分，該縣北臨松巴縣，東接姆蘭傑縣，南毗乔洛县，西鄰布蘭太爾縣，面積767平方公里，人口236,050。